# Чебуріха
Чебурі́ха (рос. Чебуриха) — селище у складі Рубцовського району Алтайського краю, Росія. Входить до складу Дальної сільської ради.

## Населення
Населення — 82 особи (2010; 110 у 2002).
Національний склад (станом на 2002 рік):
- росіяни — 83 %